# 가곡고등학교
가곡고등학교(佳谷高等學校)는 대한민국 강원특별자치도 삼척시 가곡면 오저리에 있는 공립 고등학교이다.

## 학교 연혁
- 1986년 11월 1일 : 가곡고등학교 설립 인가
- 1987년 3월 15일 : 가곡고등학교 개교
- 1990년 2월 5일 : 제1회 졸업식 거행(74명)
- 2022년 12월 30일 : 고등학교 제34회 졸업식(졸업생 누계 607명)
- 2023년 3월 1일 : 권영길 교장 취임
- 2024년 3월 4일 : 2024학년도 입학식

## 참고 자료
- 가곡고등학교 - 한국교육학술정보원 학교알리미